# Trindade (Vila Flor)
Trindade é uma povoação portuguesa sede da Freguesia de Trindade do Município de Vila Flor, freguesia com 13,50 km² de área e 116 habitantes (censo de 2021), tendo, por isso, uma densidade populacional de 8,6 hab./km².
Em 2021, era a nona freguesia portuguesa com menor número de habitantes, ex-aequo com Vilar Seco, em Vimioso.

## Demografia
A população registada nos censos foi:
| Ano  | 0-14 Anos | 15-24 Anos | 25-64 Anos | > 65 Anos |
| 2001 | 20        | 13         | 89         | 55        |
| 2011 | 12        | 19         | 73         | 58        |
| 2021 | 2         | 8          | 41         | 65        |